# Maria Theresia Bonzel
Maria Terezie Bonzel, O.S.F., rodným jménem Regina Christine Wilhelmine Bonzel (17. září 1830, Olpe – 6. února 1905, tamtéž) byla německá římskokatolická řeholnice, zakladatelka a členka kongregace Chudých františkánských sester ustavičné adorace. Katolická církev ji uctívá jako blahoslavenou.

## Život

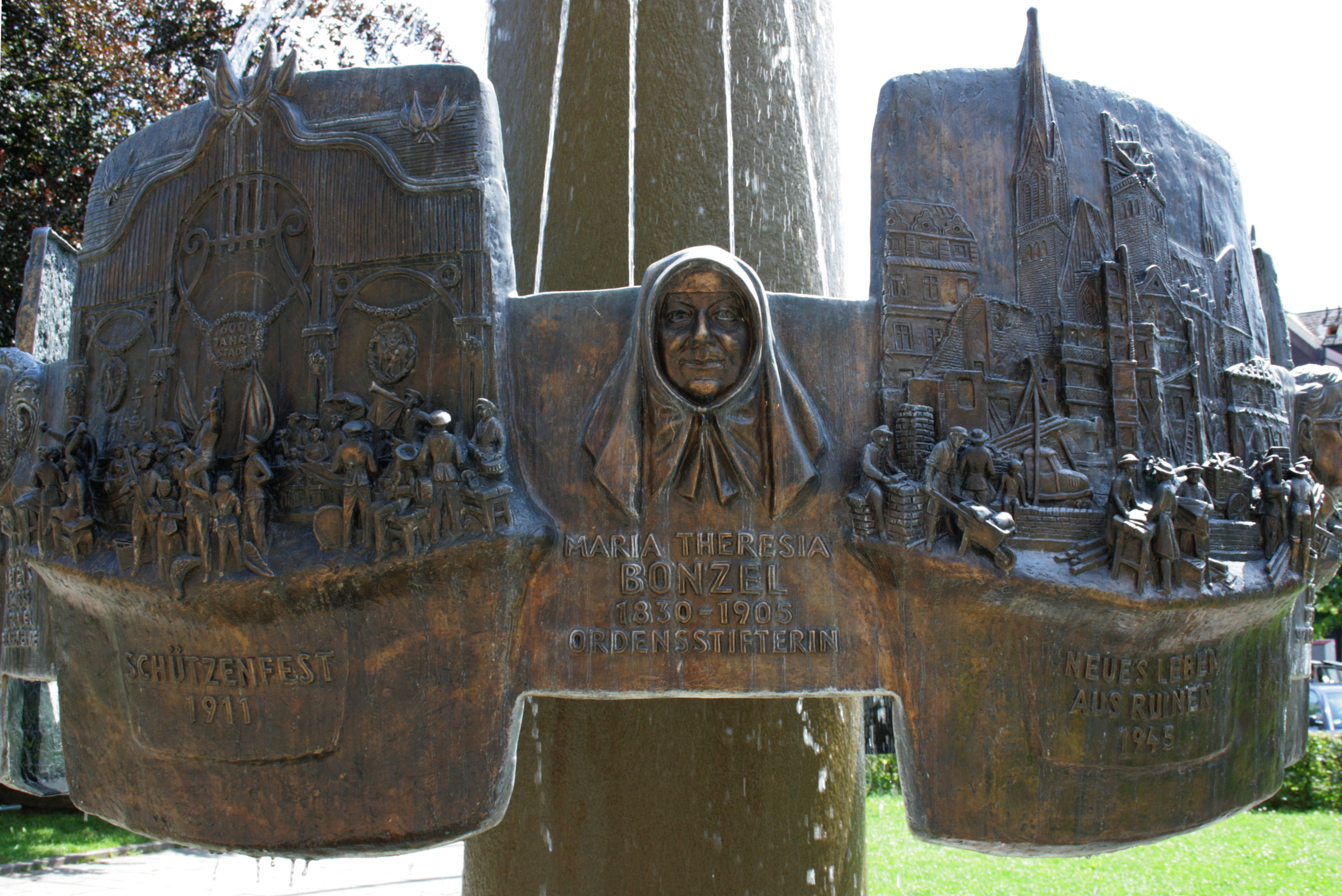
Její pomník v Olpe

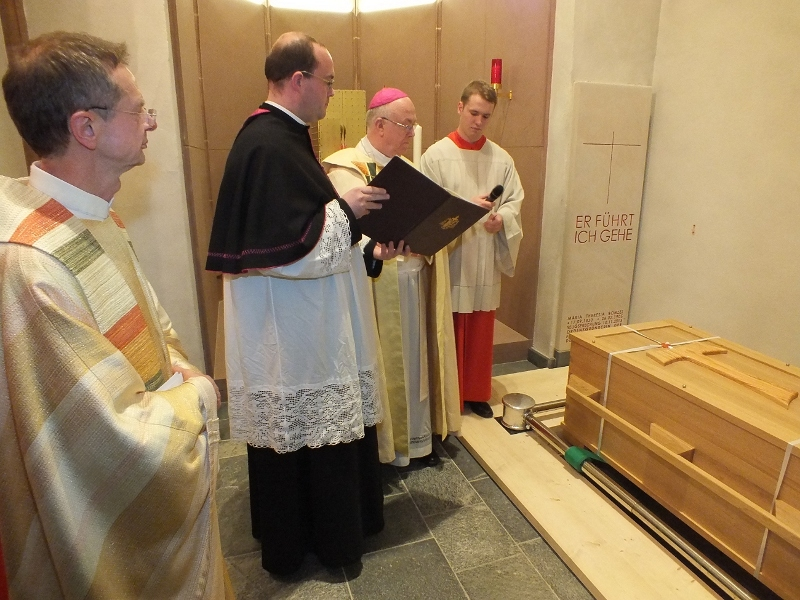
Uložení jejích ostatků v kostele sv. Martina v Olpe arcibiskupem Hansem-Josefem Beckerem dne 11. listopadu 2013

Narodila se dne 17. září 1830 jako nejstarší ze dvou dcer rodičů Friedricha Edmunda Bonzela a Angely Marie Liese Bonzel. V dětství studovala na škole vedené uršulinkami v Kolíně nad Rýnem. Již během studií se rozhodla pro řeholní život a přes nesouhlas rodičů vstoupila roku 1850 do III. řádu svatého Františka. Přijala řeholní jméno Maria Terezie.
Roku 1859 založila její klášterní komunita v Olpe sirotčinec, kde začala s dalšími řeholními sestrami pečovat o sirotky a zanedbané děti. Později se tyto aktivity rozšířily i o zdravotní péči a péči o chudé. Dne 20. července 1863 založila v Olpe z řeholní komunity novou ženskou řeholní kongregaci františkánského charakteru s názvem Chudé františkánské sestry ustavičné adorace. Téhož dne potvrdil založení kongregace biskup paderbornský Konrad Martin. Roku 1865 byla zvolena generální představenou nové kongregace. Během válečných let 1870–1871 se jí založená kongregace starala o raněné vojáky.
Během tzv. kulturkampfu bylo její kongregaci zakázáno přijímat nové členky. Jimi spravovaný sirotčinec byl rozhodnutím vlády uzavřen a děti odebrány. Rozhodla se založit pobočky své kongregace v USA a vyslat tam některé řeholnice. V prosinci roku 1875 pak do Indiany dorazily první z nich a začali s péčí o potřebné. Byla s nimi byla v kontaktu a několikrát je zde osobně navštívila. Roku 1882 bylo kongregaci opět povoleno přijímat v Německu nové členky.
Zemřela dne 6. února 1905 v Olpe. Její ostatky byly uloženy do mateřského domu jí založené kongregace a dne 11. listopadu 2013 (den po jejím blahořečení) byly přeneseny do farního kostela sv. Martina v tomtéž městě. Uložení ostatků na nové místo se zúčastnil i arcibiskup Hans-Josef Becker.

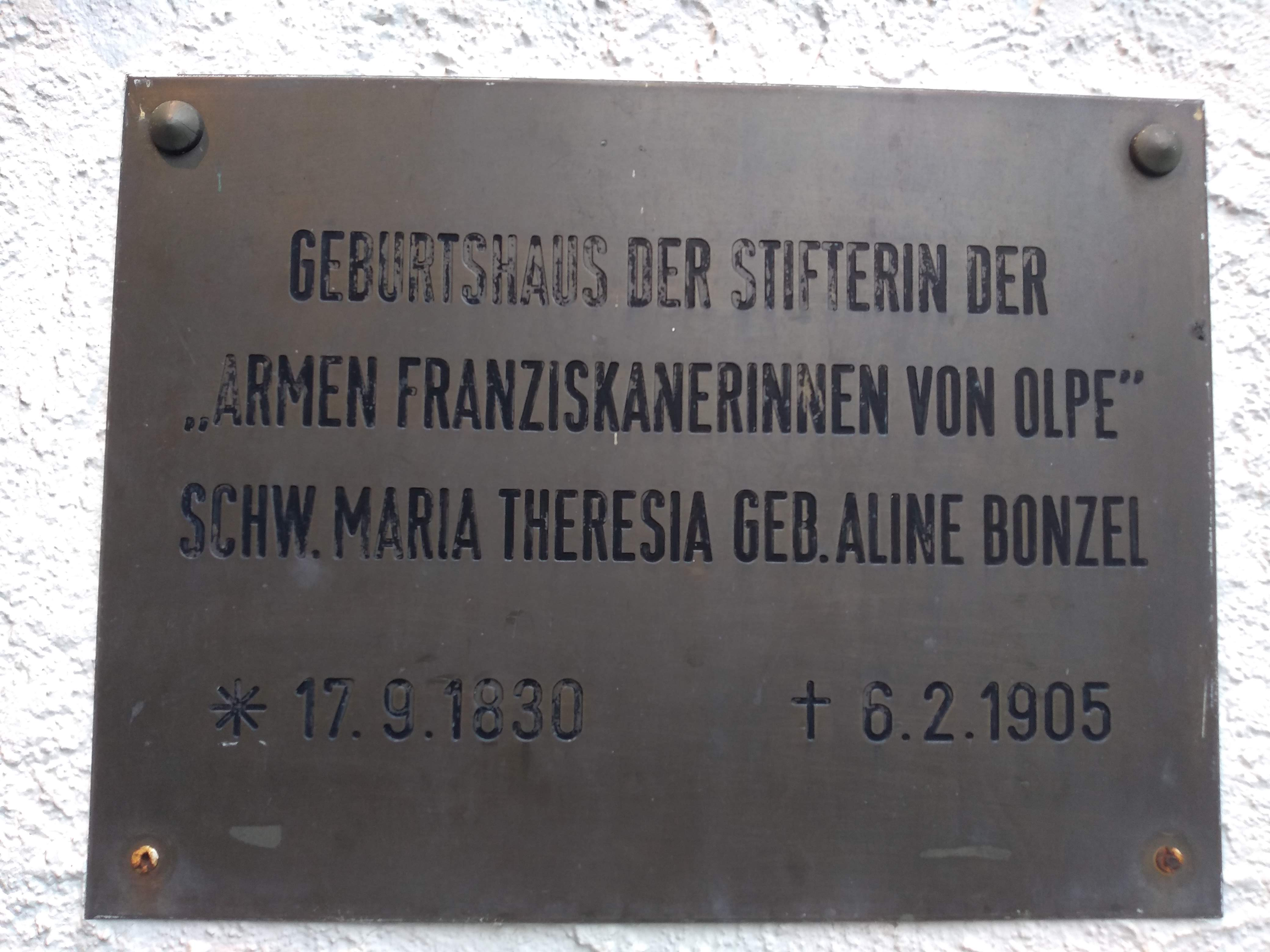
Pamětní deska na jejím rodném domě v Olpe

## Úcta
Její beatifikační proces započal dne 18. září 1961, čímž obdržela titul služebnice Boží. Dne 27. března 2010 ji papež Benedikt XVI. podepsáním dekretu o jejích hrdinských ctnostech prohlásil za ctihodnou. Dne 27. března 2013 byl uznán zázrak na její přímluvu, potřebný pro její blahořečení.
Blahořečena pak byla dne 10. listopadu 2013 v katedrále Panny Marie, sv. Libora a sv. Kajetána v Paderbornu. Obřadu předsedal jménem papeže Františka kardinál Angelo Amato.
Její památka je připomínána 6. února. Bývá zobrazována v řeholním oděvu.